# Povos indígenas do Maranhão
De acordo com o Censo 2022, do IBGE, o Maranhão tinha 57.214 indígenas de diversas etnias, com 72,93% vivendo em terras indígenas. Entretanto, 15.488 estavam fora desses territórios, vivendo em cidades ou áreas não demarcadas.
Classificam-se em dois troncos linguísticos: Tupi-Guarani e Macro-jê.
Tenetehara (guajajara e tembé), Awá-guajá, Urubu-Kaapor são povos de língua Tupi; enquanto que os Canela Apaniekrá e Ramkokamekrá, Pukobyê (Gavião), Krikati e Timbira Krepumkateyê e Krenyê são povos de origem Jê.
Povos como os Akroá-Gamela e Tremembés ainda lutam por reconhecimento étnico e demarcação de terras.
Entretanto, a maioria das etnias, como os Tupinambás (presentes na cidade de São Luis), Barbado, Amanajó, Araioses, Kapiekrã, entre outros, deixaram de existir, seja por extermínio ou por assimilação.

## Terras Indígenas
São Terras Indígenas com status de homologadas no estado do Maranhão, no ano de 2020:
| Terra Indígena       | Etnia                      | Municípios                                                                                           | Superfície (ha) | População (2022) | Percentual de indígenas (2022) |
| -------------------- | -------------------------- | --- | --------------- | ---------------- | ------------------------------ |
| Alto Turiaçu         | Ka´apor, guajá, tembé      | Centro Novo do Maranhão, Maranhãozinho, Centro do Guilherme, Zé Doca, Santa Luzia do Paruá, Araguanã | 530.524,7417    | 4.183            | 99,64                          |
| Arariboia            | Guajá, Tenetehara          | Arame, Buriticupu, Amarante do Maranhão, Bom Jesus das Selvas, Santa Luzia, Grajaú                   | 413.288,0472    | 10.318           | 98,45                          |
| Awa                  | Guajá                      | Governador Newton Bello, Centro Novo do Maranhão, Zé Doca, São João do Carú                          | 116.582,9182    | 279              | 40,5                           |
| Bacurizinho          | Tenetehara                 | Grajaú                                                                                               | 82.432,4931     | 4.327            | 99,58                          |
| Cana Brava/Guajajara | Tenetehara                 | Jenipapo dos Vieiras, Barra do Corda, Barão de Grajaú                                                | 137.329,5429    | 10.824           | 98,5                           |
| Caru                 | Tenetehara, Guajá          | Bom Jardim                                                                                           | 172.667,3777    | 779              | 99,36                          |
| Geralda Toco Preto   | Timbira Krepumkateyê       | Arame, Itaipava do Grajaú                                                                            | 18.506,2081     | 184              | 81,52                          |
| Governador           | Tenetehara, Gavião Pukobiê | Amarante do Maranhão                                                                                 | 41.643,7567     | 1.360            | 99,41                          |
| Kanela               | Canela Ramkokamekrá        | Fernando Falcão, Barra do Corda                                                                      | 125.212,1625    | 2.552            | 99,8                           |
| Krenyê               | Timbira Krenyê             | Vitorino Freire, Barra do Corda                                                                      | 8.035,6750      | 99               | 83,84                          |
| Krikati              | Krikati                    | Montes Altos, Amarante do Maranhão, Lajeado Novo, Sítio Novo                                         | 144.775,7868    | 1.670            | 76,53                          |
| Lagoa Comprida       | Tenetehara                 | Jenipapo dos Vieiras, Itaipava do Grajaú                                                             | 13.198,2651     | 1.334            | 97,3                           |
| Morro Branco         | Tenetehara                 | Grajaú                                                                                               | 48,9804         | 978              | 98,77                          |
| Porquinhos           | Canela Apanyekrá           | Fernando Falcão, Barra do Corda                                                                      | 79.520,2544     | 892              | 97,31                          |
| Rio Pindaré          | Tenetehara                 | Bom Jardim, Monção                                                                                   | 15.002,9142     | 1.333            | 97,07                          |
| Rodeador             | Tenetehara                 | Barra do Corda                                                                                       | 2.319,4531      | 587              | 97,79                          |
| Urucu/Juruá          | Tenetehara                 | Itaipava do Grajaú                                                                                   | 12.697,0441     | 1.046            | 99,14                          |

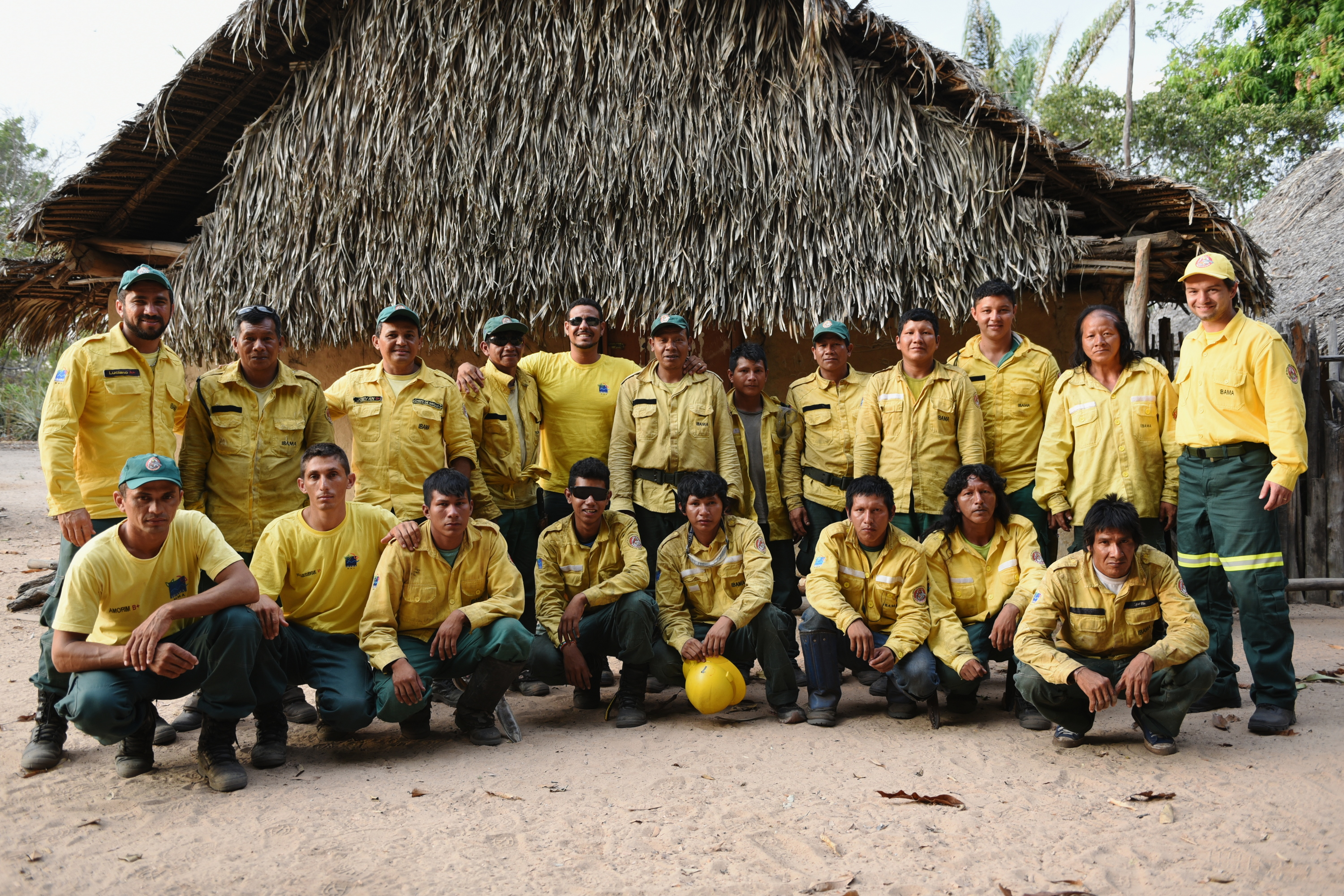
Brigadas formadas por indígenas do Prevfogo/Ibama combatem incêndio florestal na Terra Indígena Porquinhos, no Maranhão

Encontram-se na fase procedimento "declarada": Bacurizinho, etnia guajá, em Grajaú, com 134.040,0000 ha; Porquinhos dos Canela-Apãnjekra, etnia kanela, em Formosa da Serra Negra, Mirador, Fernando Falcão e Barra do Corda, com 301.000,0000 ha.
Encontram-se na fase de procedimento "em estudo": Governador, etnias tenetehara e gavião pukobiê, em Amarante do Maranhão; Vila Real, etnia tenetehara, em Barra do Corda.
Encontra-se na fase de procedimento "delimitada": Kanela Memortumré, etnia kanela, em Fernando Falcão e Barra do Corda, com 100.221,0000 ha.
As Terras Indígenas maranhenses se concentram especialmente na região leste (bioma da Amazônia Oriental) e no centro do estado (bioma do Cerrado).

## População
No Maranhão, a população indígena corresponde a 0,84% da população total, ocupando o estado a 12ª colocação no ranking de proporção indígena nos estados e terceira no Nordeste. A população indígena do Maranhão representa 3,38% da população total de indígenas no país, sendo a oitava maior população indígena do país no Censo de 2022.
De acordo com o Censo Demográfico de 2010 do IBGE, a população dos povos indígenas maranhenses encontrava-se assim distribuída, sendo os guajajaras um dos mais numerosos do Brasil (ocupando a sexta posição):
| Povo                 | Tronco linguístico | População total (2010) |        |
| -------------------- | ------------------ | ---------------------- | ------ |
| Canela               | Macro-jê           | 1.521                  | [ 12 ] |
| Gavião Pukobiê       | Macro-jê           | 745                    | [ 12 ] |
| Ka'apor              | Tupi-Guarani       | 1.541                  | [ 12 ] |
| Guajá                | Tupi-Guarani       | 536                    | [ 12 ] |
| Tenetehara           | Tupi-Guarani       | 24.428                 | [ 12 ] |
| Krikati              | Macro-jê           | 978                    | [ 12 ] |
| Tembé                | Tupi-Guarani       | 1.844                  | [ 12 ] |
| Timbira Krepumkateyê | Macro-jê           | 160                    | [ 13 ] |
| Timbira Krenye       | Macro-jê           | 170                    | [ 14 ] |

Os municípios com a maior população indígena no estado são os seguintes, conforme o Censo de 2022 do IBGE:
| Município            | População indígena (2022) | Proporção na população total (%) | Terra Indígena                                             |
| -------------------- | ------------------------- | -------------------------------- | ---------------------------------------------------------- |
| Amarante do Maranhão | 8.210                     | 22,13                            | Arariboia, Governador, Krikati                             |
| Grajaú               | 7.927                     | 10,73                            | Arariboia, Bacurizinho, Morro Branco                       |
| Jenipapo dos Vieiras | 7.880                     | 46,15                            | Cana Brava/Guajajara, Lagoa Comprida                       |
| Barra do Corda       | 5.552                     | 6,57                             | Cana Brava/Guajajara, Kanela, Krenyê, Porquinhos, Rodeador |
| Arame                | 3.552                     | 13,80                            | Arariboia, Geralda Toco Preto                              |
| Fernando Falcão      | 3.478                     | 31,99                            | Kanela, Porquinhos                                         |
| Bom Jardim           | 2.159                     | 6,51                             | Caru, Rio Pindaré                                          |
| Maranhãozinho        | 2.056                     | 14,94̥                            | Alto Turiaçu                                               |
| Viana                | 1.819                     | 3,54                             | -                                                          |
| São Luís             | 1.616                     | 0,16                             | -                                                          |
| Itaipava do Grajaú   | 1.296                     | 9,37                             | Geralda Toco Preto, Lagoa Comprida, Urucu/Juruá            |
| Montes Altos         | 1.099                     | 12,07                            | Krikati                                                    |
| Centro do Guilherme  | 835                       | 6,77                             | Alto Turiaçu                                               |

A etnia com a maior população são os guajajaras, no Maranhão, 24.428 pessoas, sendo a língua guajajara a língua indígena mais falada no Nordeste e uma das mais faladas no país, com 8.269 falantes, conforme o Censo de 2010 do IBGE.
Os tembés vivem no Maranhão (Terra Indígena Alto Turiaçu) e no Pará (Terras Indígenas Alto Rio Guamá e Turé-Mariquita), separados pelo rio Gurupi.

## Cultura indígena

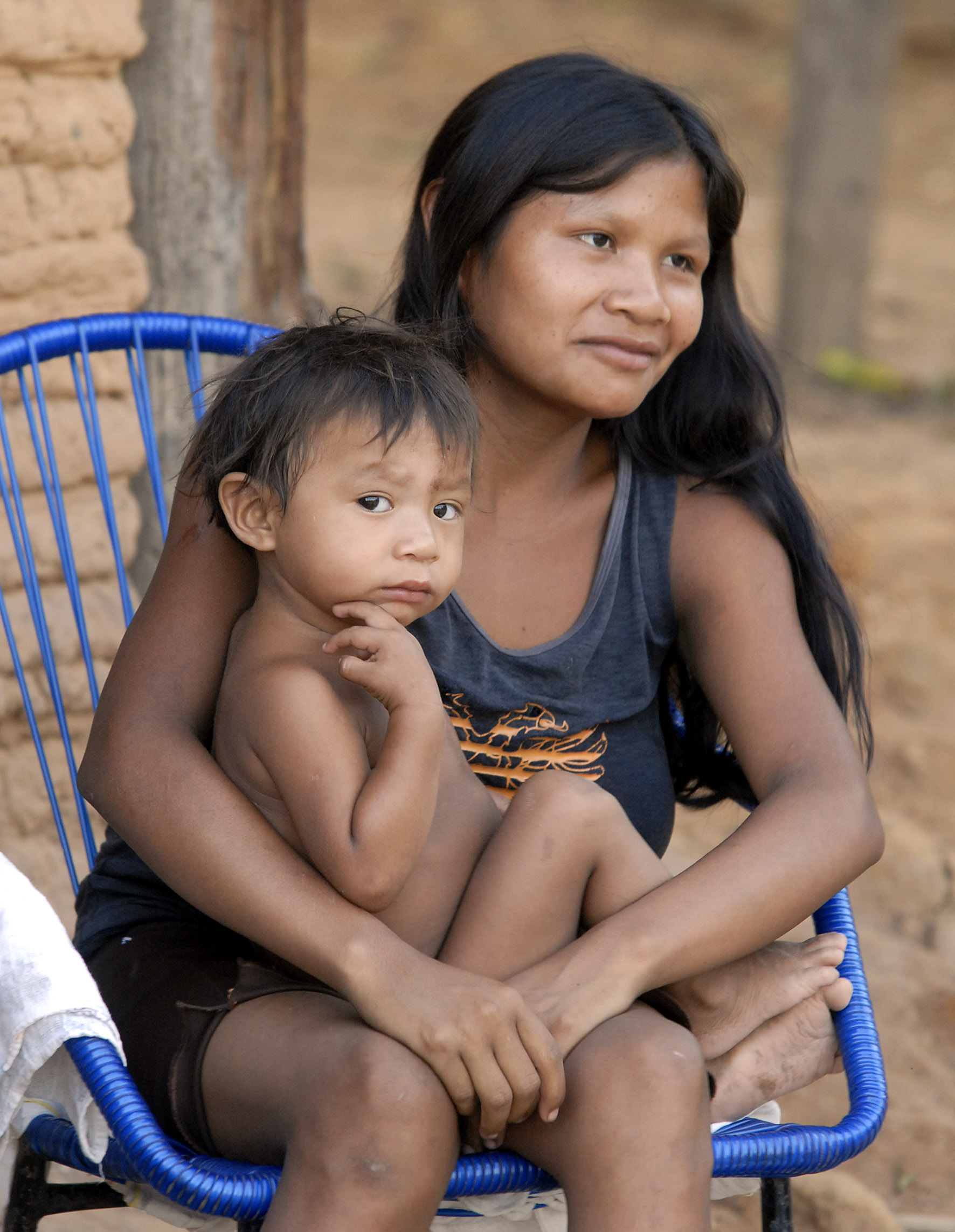
Guajajaras, mãe e filho

Cada etnia apresenta traços culturais e modo de vida e organização próprios.
Os padres franceses deixaram detalhados registros de sua relação com os povos indígenas e sua cultura, na ilha de Upaon-açu, durante o período da França Equinocial, iniciada em 1612.
Entre o povo awá-guajá, existe uma das últimas sociedades que sobrevivem somente da caça e da coleta no continente americano. Originalmente, não apresentavam vida sedentária, por não se utilizarem da agricultura como meio de sobrevivência. No entanto a maior parte da população já vive em aldeias, com a floresta continuando a ser fundamental no estilo de vida dos awá-guajás, com a caça como elemento central na vida das aldeias, ainda que também pratiquem a agricultura. Ocupam uma uma extensão territorial que vai desde a terra indígena Alto Turiaçu até a terra indígena Caru.
Estudos genéticos revelaram que os maranhenses, de forma geral, são resultado de uma mistura 42% europeia, 39% indígena e 19% africana. Tal composição é muito semelhante ao observado em Belém, aproximando geneticamente o Maranhão da Região Norte e o afastando dos demais Estados do Nordeste.
O Maranhão tem uma das populações mais miscigenadas do país, tendo os índios influenciado nos traços físicos, hábitos na alimentação, modo de viver, expressões e palavras usadas no dia a dia (ex. "Hen-hem", do tupi "sim"), nomes de cidades e lugares, instrumentos musicais, danças e ritmos, lendas, mitos e alguns elementos presentes na religiosidade popular. O bumba-meu-boi apresenta influência indígena.
A tiquira, proveniente do tupi antigo tykytykyr (ou tukutukur), que significa "destilar", é uma bebida alcoólica artesanal, de forte teor alcoólico e geralmente de cor roxa, obtida através da destilação artesanal da mandioca fermentada (não industrializada).

### Línguas
Entre os povos indígenas, são faladas as línguas: tenetehara (dialetos guajajara e tembé), kaapor (e a língua de sinais kaapor), guajá, todas do ramo tupi; timbira, do ramo macro-jê que se divide em diversos dialetos (canela, gavião pukobiê e krikati). Os Krenyê e os Krepumkateyê não são mais falantes de sua língua materna.
De acordo com o Censo Demográfico de 2010 do IBGE, o número de falantes de línguas indígenas no Maranhão estava assim distribuído:

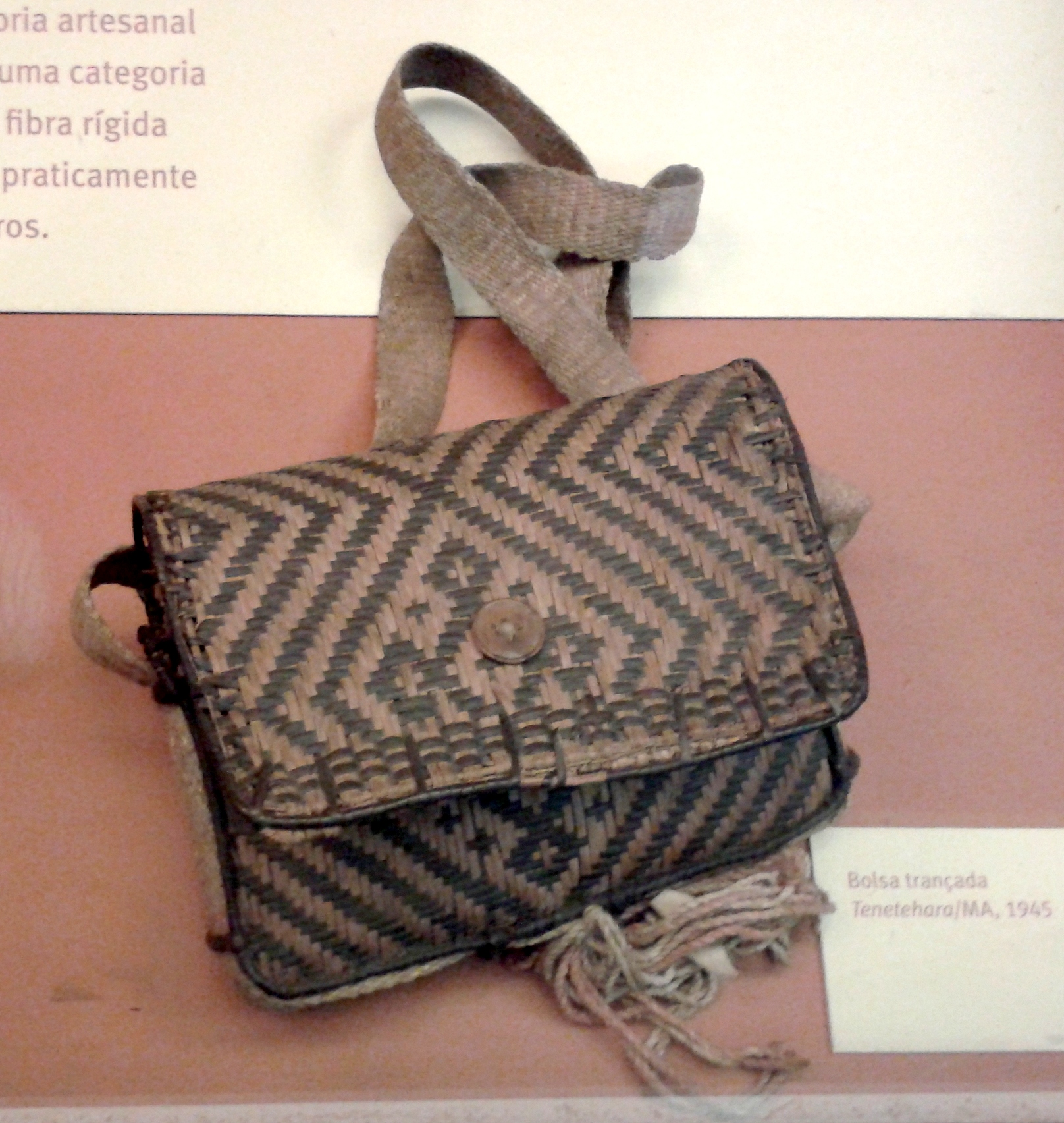
Bolsa trançada por índios tenetehara no MA em 1945

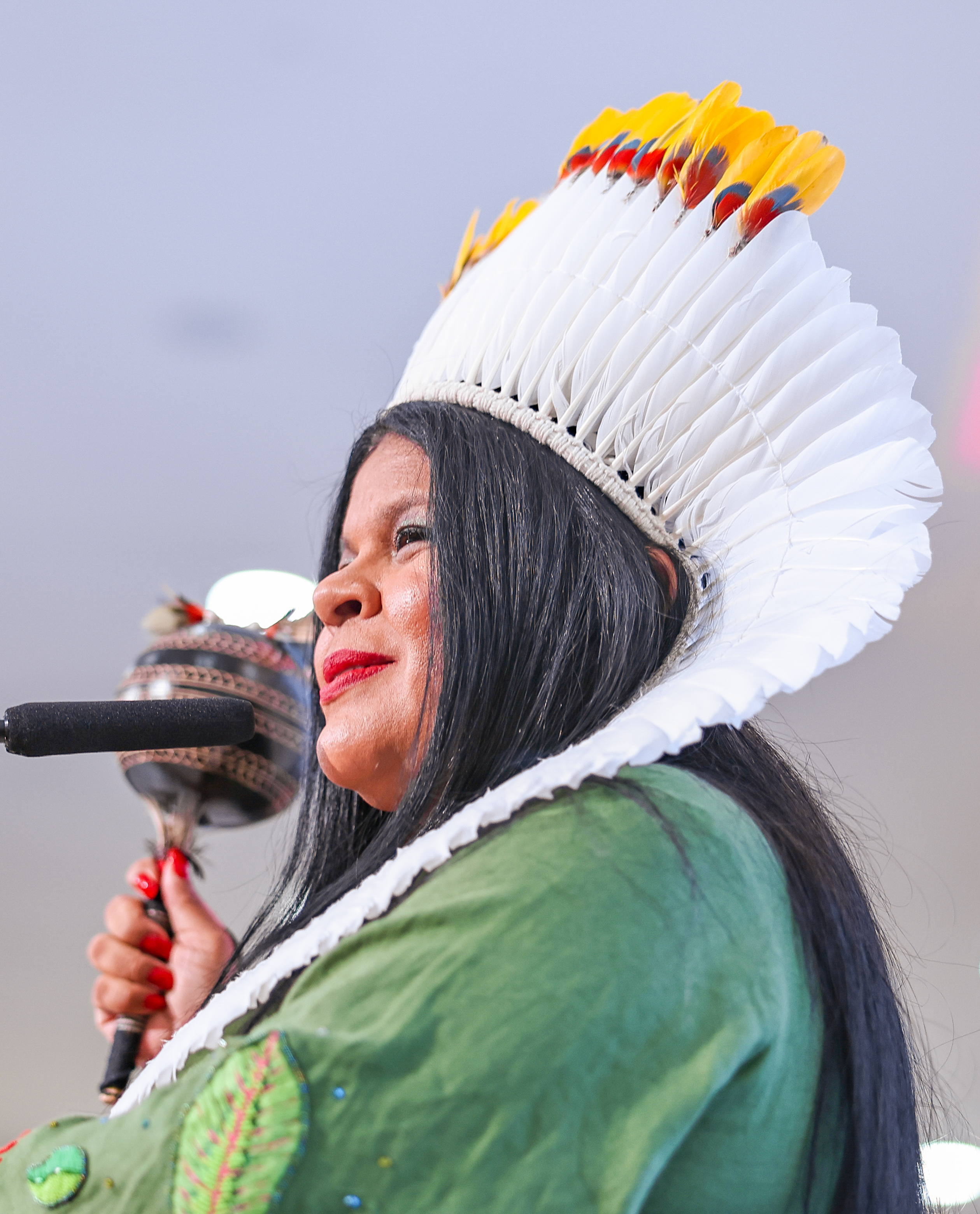
Sônia Bone Guajajara: liderança indígena candidata à vice presidência da República em 2018 pelo PSOL; eleita deputada federal em 2022; e atualmente ministra dos Povos Indígenas.

| Língua                 | Tronco linguístico | Total de falantes (2010) |        |
| ---------------------- | ------------------ | ------------------------ | ------ |
| Canela                 | Macro-jê           | 488                      | [ 12 ] |
| Gavião Pukobiê         | Macro-jê           | 521                      | [ 12 ] |
| Ka'apor                | Tupi-Guarani       | 1.241                    | [ 12 ] |
| Guajá                  | Tupi-Guarani       | 503                      | [ 12 ] |
| Guajajara (tenetehara) | Tupi-Guarani       | 8.269                    | [ 12 ] |
| Krikati                | Macro-jê           | 739                      | [ 12 ] |
| Tembé (tenetehara)     | Tupi-Guarani       | 420                      | [ 12 ] |

## Conflitos
O relatório Violência contra os Povos Indígenas no Brasil, apresentado em 2016, colocou o Maranhão como o estado com o maior número de conflitos indígenas no país, com 18 casos de invasões de terras indígenas. Os casos envolvem disputas com fazendeiros, grileiros, madeireiros, a influência das ferrovias, dentre outras ocorrências.
No Maranhão, foram desmatados 71,28% de sua floresta original, pertencente à região da Amazônia Oriental, o equivalente 105.195 km² de mata. Grande parcela da floresta que está sendo devastada ou é explorada ilegalmente encontra-se em área indígena. As terras indígenas, que por lei são de proteção integral, equivalem a 52% dos 42.390 km² de floresta ainda restantes no estado. Conforme dados do Instituto Nacional de Pesquisas Espaciais (Inpe), 13% das áreas indígenas no estado foram desmatados.
Em outubro de 2015, um incêndio já tinha devastado cerca de 220 mil dos 413 mil hectares da Terra Indígena Araribóia, o que representa mais de 50% da área (INPE). Em 2016, os incêndios continuaram a agravar a situação. Foram registrados 408 focos de incêndio no interior da área indígena, no período de janeiro a novembro daquele ano. As queimadas provocam impacto na vida dos índios awá-guajás e guajajaras.
Em fevereiro de 2025, teve início a operação de desintrusão da Terra Indígena Arariboia, com ações coordenadas pela Casa Civil e pelo Ministério dos Povos Indígenas e participação de mais de 20 órgãos federais. O objetivo da operação era resguardar a vida dos indígenas, retirar criminosos do local e proteger a área contra a pecuária irregular. A primeira fase da operação foi concluída no final de abril, e resultou em mais de 430 ações integradas, envolvendo fiscalizações ambientais, derrubadas de cercas ilegais, notificações a criadores de gado e o cumprimento de mandados judiciais. No balanço, foram 158 notificações, mais de 12 mil metros de cercamentos destruídos e cerca de R$ 1,1 milhão em prejuízos aplicados a infratores.